# Rigolf Hennig
Otto Rigolf A. H. Hennig (* 9. Mai 1935 in Augsburg; † 18. März 2022) war ein deutscher Mediziner, rechtsextremer Publizist, Holocaustleugner, Politiker der NPD (zuvor der CSU, Die Republikaner, Deutschen Liga für Volk und Heimat) sowie führende Person des europaweiten Holocaustleugner-Zusammenschlusses Europäische Aktion.

## Ausbildung und Beruf
Nach dem Abitur 1955 in München studierte er Medizin in München, Freiburg, Grenoble, Berlin und Würzburg. 1960 erlangte er die Approbation und im Jahr darauf wurde er promoviert. 1961 bis 1969 absolvierte er eine Facharzt-Ausbildung am Kantonsspital St. Gallen (Schweiz), an der Universitäts-Klinik Graz in Österreich und am städtischen Krankenhaus von Augsburg. Ab 1969 war er als Facharzt für Chirurgie tätig, zunächst als Oberarzt am Krankenhaus in Wertingen und ab 1970 in seiner eigenen Praxis in Friedberg. Von 1984 bis 1987 war er Gutsbesitzer und Landwirt auf Gut Fürstenstein bei Eschwege. 1987 eröffnete er eine Praxis  als niedergelassener Chirurg und Unfallarzt in Verden. Als Durchgangsarzt stand er in einem dauerhaften Beschäftigungsverhältnis mit der Berufsgenossenschaft der Krankenkassen, der Gemeindeunfallversicherung sowie der Bundeswehr, in der er als Reserveoffizier, Kommandeur einer Reservelazarettgruppe und Oberstarzt (1977–95) diente. Nach öffentlichen Protesten aufgrund seiner rechtsextremen Aktivitäten kündigte die Bundeswehr ihm als „Vertragsarzt“.
Rigolf Hennig war verheiratet und hatte acht Kinder. Er starb in der Nacht zum 19. März 2022.

## Rechtsextremer Funktionär
Hennig engagierte sich in den 1960er Jahren im Befreiungsausschuss Südtirol und war auch an militanten Aktionen beteiligt. Nach eigenen Angaben saß er sechs Monate lang in Untersuchungshaft in Innsbruck, weil er beim Transport von Handgranaten und Sprengstoff nach Südtirol ertappt wurde. Von einem Grazer Gericht sei er allerdings freigesprochen worden, weil er versicherte, nichts über den Inhalt seines Transportes gewusst zu haben.
Seine politische Tätigkeit begann Hennig in den 1980er Jahren als Vorstandsmitglied des wehrpolitischen Arbeitskreises der CSU. Nach seinem Umzug nach Eschwege und Verden trat er zunächst politisch nicht in Erscheinung. 1989 und 1990 war er Kreisvorsitzender der Partei Die Republikaner in Verden und Pressereferent des Landesvorstandes Niedersachsen. 1990 trat er als Kandidat für die Landtagswahl in Niedersachsen und in Sachsen-Anhalt zur Bundestagswahl an.
1991 verließ er die Republikaner und wurde in der rechtsextremen Deutschen Liga für Volk und Heimat (DLVH) aktiv. Zunächst unterstützte er Norbert Margraf aus Hannover beim Aufbau des Landesverbandes Niedersachsen Deutsche Allianz – Vereinigte Rechte, einer Vorläuferorganisation der DLVH. Am 3. Oktober 1991 gründete Hennig die DLVH in Villingen-Schwenningen mit und wurde als Beisitzer in den Bundesvorstand gewählt. Zudem bekleidete er ab 1992 den Posten des zweiten Vorsitzenden des Landes Niedersachsen der DLVH. Deren Parteiorgan war die Deutsche Rundschau (DR), bei der er seit der Gründung auch als Redaktionsmitglied fungierte. Nach Aussage der Antifaschistischen Nachrichten unterstützte Hennig seit 1993 den militanten Neonazi und früheren FAP-Vorsitzenden Niedersachsens Thorsten Heise beim Aufbau von Anti-Antifa-Strukturen für Niedersachsen. Mitte der 1990er Jahre nahm Hennig an Tagungen der rechtsextremen Gesellschaft für freie Publizistik (GfP) teil und war zusammen mit Dietmar Munier für die Aktion Deutsches Königsberg in der Region Kaliningrad (früheres nördliches Ostpreußen) aktiv. 1997 trat Hennig aus der DLVH aus und in den Witikobund ein.
Rigolf Hennig war Mitglied der Burschenschaft Rugia Greifswald, der Pennalen Burschenschaft Chattia Friedberg zu Hamburg, im Befreiungsausschuss Südtirol und in der Kameradschaft der Südtiroler Freiheitskämpfer.
Bei den Kommunalwahlen 2006 und 2011 zog er als NPD-Kandidat in den Verdener Stadtrat und den Kreistag des Landkreises Verden ein. Anfang 2012 verzichtete er auf beide Mandate zugunsten einer Ersatzperson.

## Publizist, Antisemit und Holocaustleugner
1988 erschien im Deutschen Ärzteblatt eine Serie über „Medizin in der NS-Zeit“. Im Oktober des Jahres schrieb Hennig einen Leserbrief, in dem er die Juden für die Verfolgung durch die Nazis selbst verantwortlich machte. Die Judenverfolgung sei eine „fatale Überreaktion des dritten Reiches beim Versuch, ein erkanntes Problem zu lösen“, gewesen. Das Problem sei die „Abgrenzung zwischen Juden und ihren jeweiligen Gastvölkern und die hieraus erwachsene Problematik“. Und dies habe „ihre Ursachen in jüdischen Eigenheiten“, so Hennig. Auf Nachfrage der Hannoverschen Allgemeinen Zeitung (HAZ), ob er denn die Zahl von sechs Millionen ermordeten Juden bezweifle, antwortete er: „Wer die Zahl glaubt, ist selber schuld“.
Hennig publizierte seit 1991 in zahlreichen Organen der extremen Rechten wie der Deutschen Rundschau, Europa vorn, Nation und Europa, Aula und der NPD-Parteizeitung Deutsche Stimme und in Zeitschriften der Vertriebenenverbände wie dem Organ Der Schlesier. Er war u. a. auch als Schriftleiter (Chefredakteur) der Zeitung Die Presse aktiv.
Im Dezember 1993 erschien in der rechtsextremen Zeitschrift Europa vorn ein Artikel von Hennig, in dem er die „physische Ausrottung von Völkern oder Volksgruppen“ durch eine sogenannte „Überfremdungsmethode“ in aller Ausführlichkeit am Beispiel des deutschen Volkes darstellte. So meinte er in dem mit „Völkermord“ überschriebenen Artikel: „Einen Austral-Neger gegen einen Südtiroler Bergbauern auszutauschen, wäre für den einen wie für den anderen tödlich und für die Umwelt fatal.“ Der niedersächsische Verfassungsschutz bezeichnete ihn 1994 als „gefährlichen Drahtzieher“ der rechten Szene.
Die Bundesprüfstelle für jugendgefährdende Schriften hat den von Hennig publizierten Reichsboten (Untertitel: Anzeiger des Freistaates Preußen, Ostdeutscher Pressedienst – Der Preuß) vorausindiziert (BAnz. Nr. 64, 31. März 2006).

## Gerichtsverfahren und Verurteilungen
1997 leitete die Staatsanwaltschaft gegen Hennig ein Verfahren nach § 132 a StGB wegen „Mißbrauchs von Amtsbezeichnungen“ ein. Wiederholt war er als „Staatspräsident“ des „Freistaates Preußen“ mit Briefkopf und Briefsiegel eines preußischen Staatspräsidenten aufgetreten. So hatte er u. a. „Innenminister Manfred Kanther um eine vertrauliche Unterredung gebeten“ und sich „offiziell“ als „Staatspräsident“ des „Freistaates Preußen“ an das deutsche Innenministerium „zur Klärung einiger staatsrechtlicher Fragen“ gewandt. Hennig wurde freigesprochen (siehe Reichsbürgerbewegung).
Am 10. Juli 2006 trat Hennig eine neunmonatige Haftstrafe in der Justizvollzugsanstalt Achim an. Zuvor hatte er vergebens versucht, die im Dezember 2005 vom Landgericht Lüneburg verhängte Strafe wegen „schwerer Verunglimpfung des Staates“ vor dem Bundesverfassungsgericht zu revidieren. Nachdem die zuständige Strafvollstreckungskammer in Vechta am 3. Januar 2007 seinen Antrag auf vorzeitige Haftentlassung noch abgelehnt hatte, ordnete am 26. Januar 2007 das Oberlandesgericht in Oldenburg seine sofortige Entlassung an. Ihm wurde zugutegehalten, dass es sich um seine erste Freiheitsstrafe handelte. Außerdem wurden sein Alter, gesundheitliche Beschwerden und seine gute Führung in der Haftanstalt berücksichtigt. Die restlichen drei Monate Haft wurden auf Bewährung ausgesetzt. Der NPD-Bundesgeschäftsführer Frank Schwerdt sprach in einer Pressemitteilung der Bundes-NPD von „Gesinnungshaft“.
Im April 2017 wurde Hennig vom Amtsgericht Verden zu einer Freiheitsstrafe von 18 Monaten ohne Bewährung verurteilt, weil er in Artikeln für die Zeitschrift Stimme des Reiches mehrfach und über einen Zeitraum von über zwei Jahren den Holocaust leugnete und Volksverhetzung betrieb. Hennig verweigerte die Anerkennung des Gerichts und bezeichnete sich als Bürger des Deutschen Reiches. Gegen das Urteil legte Hennig Berufung ein. Im März 2019 verurteilte ihn das Landgericht Verden zu einer Freiheitsstrafe von 20 Monaten, die jedoch zur Bewährung ausgesetzt wurde.